# Baia e Latina
Baia e Latina község (comune) Olaszország Campania régiójában, Caserta megyében.

## Fekvése
A megye központi részén fekszik, Nápolytól 50 km-re északra valamint Caserta városától 25 km-re északnyugati irányban. Határai: Alife, Dragoni, Pietravairano, Roccaromana és Sant’Angelo d’Alife.

## Története
Egyes feltételezések szerint az elpusztított ókori szamnisz város, Saticula lakosai alapították, míg mások szerint etruszk eredetű. A rómaiak idején élte virágkorát. A hanyatló köztársaság korában (Kr. e. 1. század) a legnépszerűbb luxusüdülőhelynek számított. A mai település alapítására vonatkozóan nincsenek pontos adatok. Valószínűleg a kora középkorban már létezett, az ókori római település utódja. A következő századokban nemesi birtok volt. A 19. században nyerte el önállóságát, amikor a Nápolyi Királyságban felszámolták a feudalizmust.

## Népessége
A népesség számának alakulása:

## Főbb látnivalói
- Castello (középkori vár)
- Palazzo Scotti
- Madonna delle Grazie-szentély
- Santissima Annunziata-templom